# Pseudomerodontina jayaraji
Pseudomerodontina jayaraji är en tvåvingeart som beskrevs av Joseph 1976. Pseudomerodontina jayaraji ingår i släktet Pseudomerodontina och familjen rovflugor. Inga underarter finns listade i Catalogue of Life.